# Hammurabi
Hammurabi of Hammoerabi (Akkadische vorm van het Amoritische ˤ Ammurāpi, "verwant genezer", afgeleid van ˤ Ammu, "verwant langs vaderskant", en Rāpi, "genezer"), ca. 1795 - 1750 v.Chr. (middenchronologie) was de zesde koning van Babylon. Hij werd als Amoriet de eerste koning van het Oud-Babylonische Rijk, door Babylons controle over Mesopotamië uit te breiden door een reeks oorlogen met de naburige koninkrijken te winnen. Hoewel Hammurabi's rijk heel Mesopotamië onder het juk had op het moment van zijn overlijden, waren zijn opvolgers niet in staat om het rijk in hun greep te houden. Hoewel Hammurabi van Babylon veruit de bekendste persoon met deze naam is, zijn er minstens twee tijdgenoten met dezelfde naam bekend. Een daarvan is koning van Kurda, de ander van Aleppo.
Hammurabi staat bekend om de door hem uitgevaardigde wetten, die zijn overgeleverd in de zogenaamde Codex Hammurabi, een van de eerste schriftelijke codificaties in de geschiedenis. Deze was in het Oudbabylonisch op een ca. 2,5 meter hoge stèle van zwart dioriet opgetekend, die in december 1901 werd ontdekt in Susa (in Elam), nu gelegen in Khuzestan, waar hij in de 12e eeuw v.Chr. terecht was gekomen als buit van de Elamieten.

## Leven

Babylonië, 1792 - 1750 v.Chr.

Hammurabi was een vorst uit de Amoritische dynastie die over de stadstaat Babylon heerste. Hij erfde de troon van zijn vader, Sin-muballit, omstreeks 1792 v.Chr. Babylon was een van de vele oude stadstaten die de Mesopotamische vlakte rijk was en onderling oorlog met elkaar voerden over de controle van vruchtbare landbouwgrond. Hoewel er in Mesopotamië vele culturen naast elkaar bleven bestaan, zou de Babylonische cultuur aan belang winnen onder de geletterde klassen in heel het Midden-Oosten. Hammurabi's voorgangers waren reeds begonnen met het consolideren van de heerschappij over Midden-Mesopotamië onder Babylonische hegemonie, en hadden toen hij de troon besteeg reeds de stadstaten van Borsippa, Kisj en Sippara veroverd. Zo kwam Hammurabi dus op de troon als koning van een klein koninkrijk te midden van een complexe geopolitieke situatie. Het machtige koninkrijk van Esjnoenna beheerste de bovenstroom van de Tigris, terwijl Larsa de rivierdelta beheerste. In het oosten lag het koninkrijk van Elam. In het noorden, ondernam Sjamsji-adad I zijn expansionistische oorlogen, hoewel zijn dood op 67-jarige leeftijd zijn nieuw veroverde Semitische rijk zou doen uiteenvallen. Enige jaren later keerde Zimri-Lim terug op de troon van Mari en werd enige tijd Hammurabi's bondgenoot tot Sjamsji-Adad's opvolger Isjme-Dagan I verslagen was.
De eerste decennia van Hammurabi's regeerperiode waren relatief rustig. Hammurabi gebruikte deze tijd om een reeks openbare werken te ondernemen, waaronder het verhogen van de stadsmuren met defensieve doeleinden, en de uitbreiding van de tempels. Rond 1766 v.Chr. viel het machtige koninkrijk van Elam, dat belangrijke handelsroutes over het Zagrosgebergte controleerde, de Mesopotamische vlakte binnen. Met haar bondgenoten onder de stadstaten op de vlakte, viel Elam het koninkrijk Eshnunna aan. De Elamieten verwoestten hierbij een aantal steden en legden voor het eerst hun heerschappij op aan een deel van de Mesopotamische vlakte. Met het oog op de versterking van hun positie, poogden de Elamieten een oorlog tussen Hammurabi's Babylonische rijk en het rijk van Larsa uit te lokken. Hammurabi en Rim-sin, de koning van Larsa, sloten echter een alliantie toen zij de dubbelhartigheid van de Elamieten ontdekten. Hierop konden zij de Elamieten een verpletterende nederlaag toebrengen, hoewel Larsa niet veel had bijdragen aan de militaire inspanningen. Kwaad omdat deze hem niet te hulp was gekomen, keerde hij zich tegen Larsa en hij zou rond 1763 v.Chr. Rim-Sin, de laatste vorst van Larsa in Sumer, verslaan en aldus het gehele laagland van de Mesopotamische vlakte verenigen in het Oud-Babylonische Rijk.
Omdat Hammurabi tijdens de oorlog in het zuiden door zijn bondgenoten uit het noorden werd bijgestaan, leidde de afwezigheid van deze soldaten tot onrust in het noorden. Zijn expansie voortzettend, richtte Hammurabi zijn aandacht noordwaarts, waarbij hij de onrust onderdrukte en kort daarop Esjnoenna verpletterend versloeg. Vervolgens veroverden de Babylonische legers de overige noordelijke staten, waaronder Babylons voormalige bondgenoot Mari, hoewel het mogelijk is dat de 'verovering' van Mari een overgave was zonder enig werkelijk conflict. Zelfs Aššur werd enige tijd bezet en Isjme-Dagan van de troon gestoten. Hammurabi trachtte er een vazal op de troon te zetten, maar de situatie daar bleef wankel. In slechts een paar jaar tijd, was Hammurabi erin geslaagd geheel Mesopotamië onder zijn heerschappij te verenigen. Van de grote stadstaten in de regio, behielden enkel Aleppo en Qatna in het westen hun onafhankelijkheid. Er is echter een stele van Hammurabi gevonden, zover noordwaarts als Diyarbekir, waarin hij de titel "Koning van de Amorieten" claimt.
Hammurabi stierf rond 1750 v.Chr. en gaf de teugels van het rijk door aan zijn zoon Samsu-iluna.
Lang werd gedacht dat hij als Amrafel in de Bijbel voorkwam, maar moderne wetenschappers vinden die connectie onwaarschijnlijk.

## Wetgeving
Hammurabi is bekend om de codificering van de wet. Hoewel veel van zijn wetgeving teruggaat op eerdere Sumerische wetten (van Shulgi bijvoorbeeld) is zijn versie in het algemeen gekenmerkt door grotere hardheid en strengheid.
De Wet of Codex Hammurabi betreft een breed spectrum van onderwerpen zoals landbouw en veeteelt, diefstal, moord, doodslag, lijfelijk letsel, schade aan goederen, huwelijksrechten, de positie van de vrouw en van het kind. Er waren 282 wetten geschreven op een stele van obsidiaan die bijna drie meter lang is. Deze stele werd in 1901 ontdekt en is nu tentoongesteld in het Louvre in Parijs. Deze wetten worden vaak aangehaald als een vroeg voorbeeld van wetten die onveranderlijk zijn, nl. in steen geschreven, waarmee het element van koninklijke willekeur uitgesloten werd.
Een voorbeeld van de wet is deze: "Heeft een bouwmeester een huis gebouwd dat instort, en de bewoner wordt daarbij gedood, dan zal die bouwmeester gedood worden; wordt de zoon van de bewoner gedood, dan zal de zoon van de bouwmeester gedood worden."
Voor artsen die zich uit het priesterschap ontwikkelden, werden in deze Codex bedragen voor operatieve ingrepen vastgesteld. Voor een 'staaroperatie' werd b.v. een bedrag van 10 zilveren munten vastgesteld, een zeer hoog honorarium, 300 maal het dagloon van een geoefend handwerker. De oorzaak van ziekten werd meestal buiten het lichaam gezocht. Aan het bloed werd daarbij, zoals bij alle levensfuncties, een bijzondere rol toegeschreven. Bekende behandelwijzen of geneesmiddelen waren: bepaalde dranken, mengsels, inwrijvingen, lavementen, baden, staar- en traanklieroperaties, behandelingen van beenbreuken en plomberen van het gebit.